# Blaubruchversuch
Der Blaubruchversuch ist ein genormtes Standardverfahren der Werkstoffprüfung zur Prüfung von Stählen auf makroskopische, nichtmetallische Einschlüsse.
Die zu untersuchende ungekerbte Probe wird bei etwa 300 °C–400 °C gebrochen. Bei dieser Temperatur läuft der Stahl blau an, nicht aber die nichtmetallischen Einschlüsse. Diese sind nun mit bloßem Auge oder bei geringer Vergrößerung zu erkennen. Entsprechend der Richtreihe im Stahl-Eisen-Prüfblatt 1584 kann das Ergebnis in 10 Klassen eingeteilt werden.
Ein weiteres genormtes Verfahren zur Bestimmung des makroskopischen Reinheitsgrades ist der Stufendrehversuch. Das Verfahren wurde aber wegen der aufwendigen Probenherstellung selten verwendet. Die entsprechende Norm wurde deshalb 2001 ersatzlos gestrichen.
Zudem wird der makroskopische Reinheitsgrad häufig mittels Ultraschallprüfung ermittelt. Der Vorteil liegt darin, dass mittels Ultraschall ein komplettes Volumen der Probe geprüft wird, während mit den anderen Verfahren nur Flächen überprüft werden können.